# Carl August Dittrich starší
Carl August Dittrich starší (30. září 1819 Lipsko – 11. ledna 1886 Krásná Lípa) byl německý průmyslník a podnikatel, zakladatel úspěšného podnikatelského rodu Dittrichů, podnikající v oboru textilní výroby zejména v Krásné Lípě a na dalších místech v severních Čechách.

## Život

### Mládí
Narodil se v Lipsku do rodiny hostinského Hanse Dittricha. Začal pracovat jako obchodní cestující s anglickou přízí po Rakouském císařství pro firmu Carl & Gustav Harkort. Po nabytí základních zkušeností a nastřádání počátečního kapitálu se Carl Dittrich usadil v Krásné Lípě, kde se oženil s dcerou místního obchodníka Franze Maye Theresií. Spojil se podnikatelem Carlem Theodorem Heillem a k 1. lednu 1849 společně založili textilní firmu Heille & Dittrich.

### Heille & Dittrich

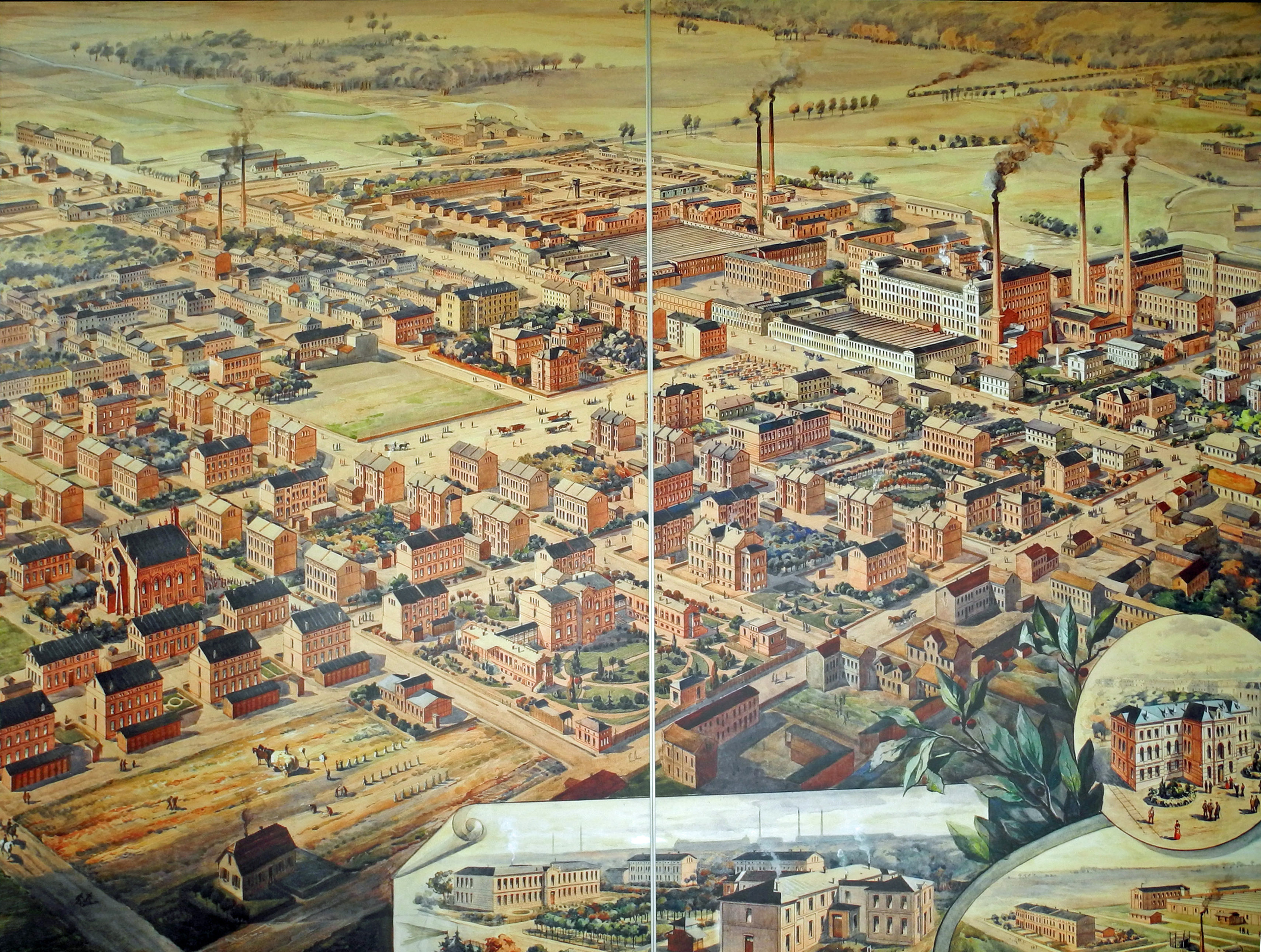
Přádelna v Żyrardówě s přilehlou dělnickou kolonií okolo roku 1900

Textilka vyvážející produkty po Rakousku i Německu zdárně prosperovala, majitelé tedy nadále podnikali jako vlastníci či akcionáři i v jiných oblastech. Firma Heille & Dittrich pak roku 1857 zakoupila bankrotující přádelnu v Żyrardówě nedaleko Varšavy v Polském království.
Okolo roku 1875 se začal podílet na řízení rodinného podniku Carlův nejstarší potomek a jediný syn Carl August mladší. Na přelomu 70. a 80. let 19. století bylo rozhodnuto o radikální přestavbě a rozšíření textilky v Żyrardówě, jejímž řízením byl Carl August mladší pověřen. Jednalo se o moderní areál městského sídla postaveného v urbanistickém souladu s továrními budovami v té době nadstandardně koncepčně řešenými. Dittrich mladší pojal za manželku Alžbětu Heille, dceru otcova obchodního společníka Carla Theodora Heilleho, a roku 1879 převzal řízení celé firmy.

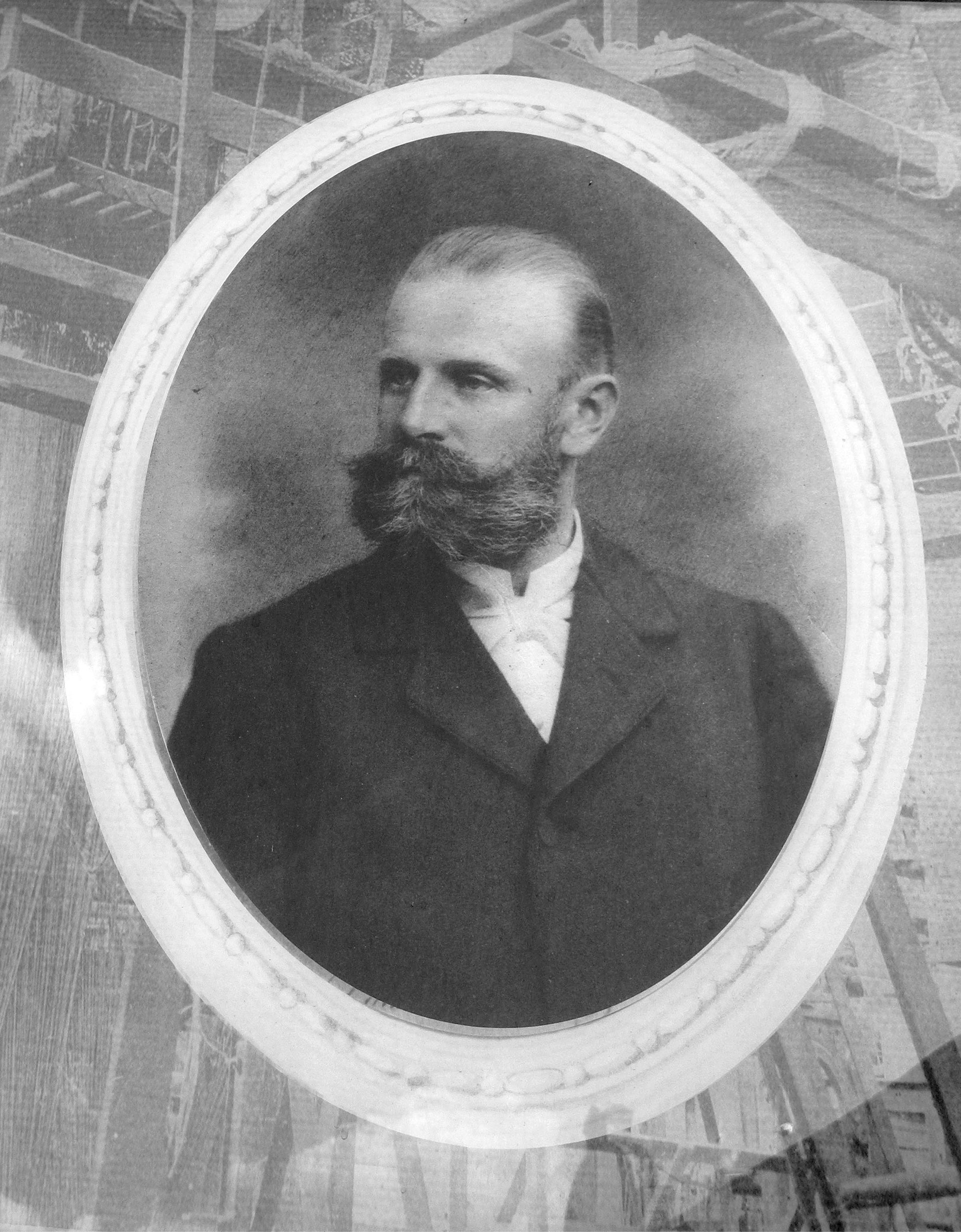
Syn Carl August Dittrich mladší

### Dittrichova hrobka

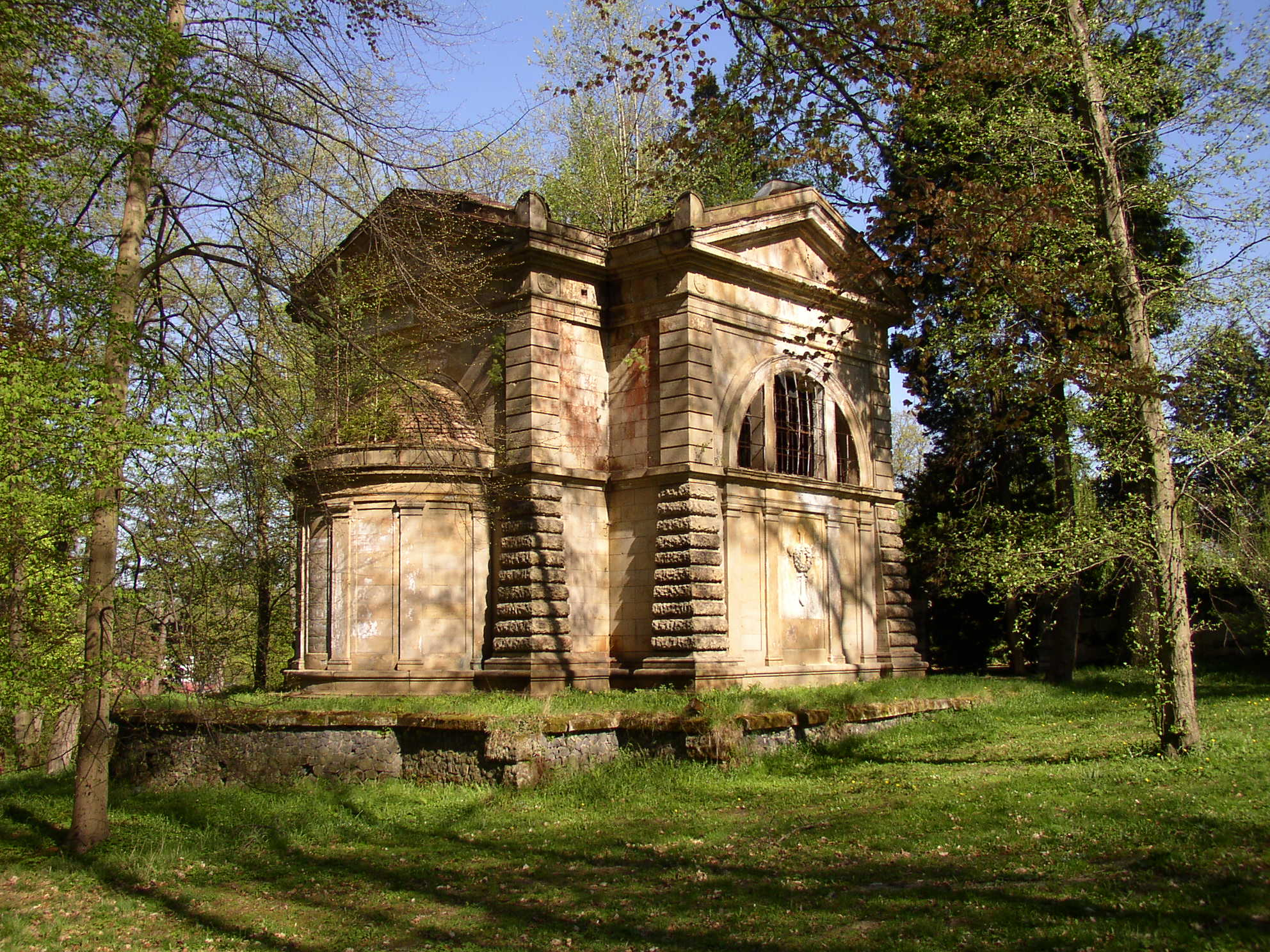
Dittrichova hrobka z roku 1889 od architekta Julia Carla Raschdorffa v Krásné Lípě

Roku 1889 nechal Carl August mladší na pozemku za novým městským hřbitovem pro svou rodinu vybudovat monumentální neorenesanční mauzoleum známé jako Dittrichova hrobka podle návrhu architekta Julia Carla Raschdorffa. Na její grafické výzdobě se podílel též malíř August Frind. Hrobka disponovala též kotelnou pro uchování správné teploty ostatků zemřelých.

### Úmrtí
Carl August Dittrich starší zemřel v Krásné Lípě roku 1886 ve věku 66 let. Jeho ostatky byly uloženy v rodinné hrobce v Krásné Lípě.

### Po smrti
Již roku 1885 přeměnil Carl Dittrich mladší firmu Heille & Dittrich na akciovou společnost, což mu umožnilo rozvíjet podnikání. Výroba krásnolipské i zyrardówské textilky byla rozšířena, Dittrich mladší pak významným způsobem stavebně, podnikatelsky i mecenášsky zasáhl do vývoje Krásné Lípy.

### Rodinný život
5. září 1848 se Carl August Dittrich oženil s manželkou Theresií May, z manželství vzešly děti Carl August mladší a dcery Elisabeth, Anna a Johanna. Po matce děti přijaly katolické vyznání, Carl Dittrich starší byl evangelíkem.